# Radiaalslot

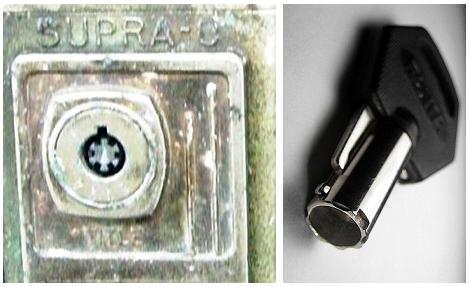
Radiaalslot en sleutel

Een radiaalslot is een slotmechanisme dat door middel van een aantal, meestal zes tot acht, horizontale stiften (cilindrische metalen pinnen van verschillende lengte) of plaatjes voorkomt dat het slot geopend wordt zolang de bijpassende sleutel niet in het slot is gestoken. Cilindersloten bieden veel meer sleutelvariaties dan klaviersloten en zijn dus veiliger. Radiaalsloten zijn het best bestand tegen lockpickers, maar ze zijn over het algemeen ook veel duurder dan andere cilindersloten.
Radiaalsloten zijn voornamelijk bekend van velgsloten voor motoren, maar worden ook gebruikt in kabelsloten, liften, brandkasten, verwijderbare paaltjes, verkoop- en gokautomaten.
Andere types cilindersloten zijn onder andere de veelgebruikte stiftcilindersloten met verticale stiften, plaatjescilindersloten met plaatjes in plaats van stiften, en cilinders met kogeltjes.

## Geschiedenis
In 1784 patenteerde Joseph Bramah een cilinderslot dat veel overeenkomsten met een modern radiaalslot heeft. Tot dan toe waren alle sloten variaties op het klavierslot, en het radiaalslot was een grote stap vooruit in veiliger sluitsystemen. Het slot werd dan ook veel gebruikt in brandkasten en kluizen. Destijds, zonder de moderne elektrische gereedschappen, was het slot vrijwel niet te kraken. Het Bramah-slot heeft geen sluitstiften maar zeven sluitplaatjes en wordt nog steeds gemaakt.
De uitvinding van de stiftcilinderslot door de Amerikaanse uitvinder Linus Yale in 1844 zorgde voor een verminderde belangstelling voor het radiaalslot.
Hoewel een radiaalslot volgens een ander principe dan een stiftcilinderslot werkt, wordt het algemeen als minstens even veilig beschouwd.

## Beschrijving en werking

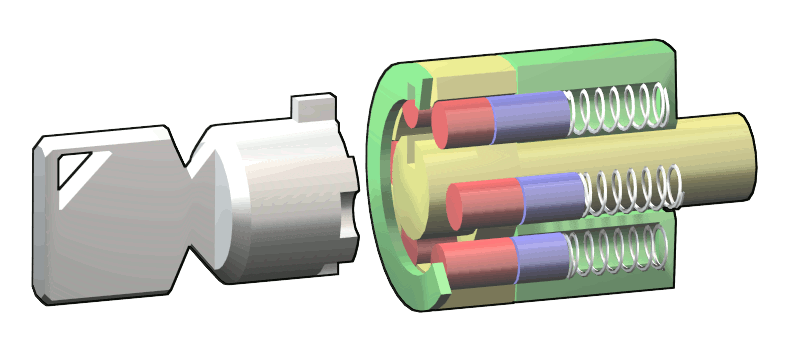
De sleutelpinnetjes (rood) en sluitpinnetjes (blauw) worden door spiraalveertjes naar voren gedrukt, waardoor de cilinder wordt geblokkeerd. De buissleutel heeft halfronde indeukingen die in één lijn liggen met de pinnetjes.

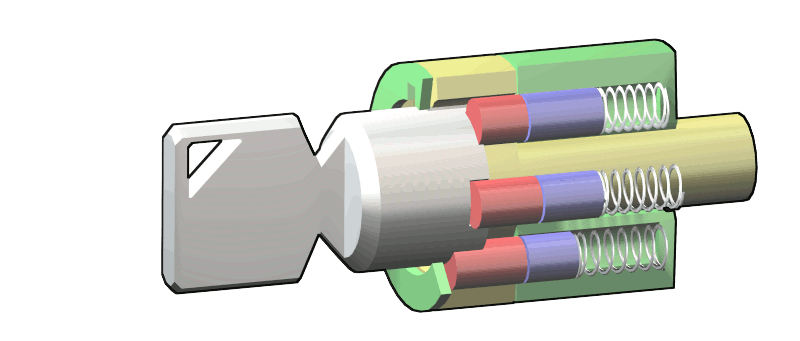
Het gat in de sleutelkop valt over de stift in het slot, waardoor de indeukingen recht in lijn met de stiften komen te liggen. Als de juiste sleutel in het slot wordt gestoken bevinden de bovenkant van de sleutelpinnetjes (rood) en de onderkant van de sluitpinnetjes (blauw) zich precies ter hoogte van de buitenrand van de cilinder (geel).

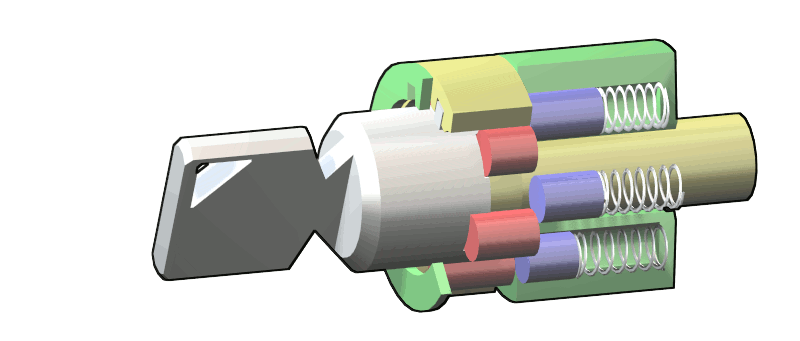
Nu de pinnetjes de cilinder (geel) niet meer blokkeren, kan deze worden gedraaid in de behuizing (groen).

Radiaalsloten werken met horizontale sluitstiften, en niet zoals stiftcilinders met verticale stiften. Dit heeft als voordelen dat het slot lastiger kan worden bewerkt met manipulatiegereedschap en dat het slot kleiner kan worden uitgevoerd dan een stiftcilinder. Een radiaalslot is veel veiliger dan een plaatjescilinderslot, dat een vergelijkbare grootte heeft.

## Inbraakwering
Radiaalsloten worden over het algemeen beschouwd als het moeilijkst te kraken cilinderslot. Er zijn meer sluitstiften dan bij andere types en omdat de stiften niet zoals bij de stiftcilinder in een rechte lijn liggen, zijn deze veel moeilijker te manipuleren. Wanneer dit toch gelukt is zal de cilinder afhankelijk van het aantal stiften slechts 1/6 of 1/8 slag draaien, waarna de pinnetjes in het volgende gaatje vallen en de lockpicker opnieuw moet beginnen. Pas na zes of acht rotaties is de cilinder ver genoeg gedraaid om het slot te openen.
Omdat de sluitstiften zichtbaar zijn, kunnen deze worden uitgeboord. Veel fabrikanten hebben daarom een gehard stalen schacht in de cilinder gemonteerd. Ook worden wel stalen kogeltjes geplaatst om uitboren tegen te gaan.
Radiaalsloten kunnen in sommige gevallen met een dun buisje worden geopend, omdat ze niet zo nauwkeurig werken. Dit werd in 1992 aangetoond door de Britse journalist John Stuart Clark, en kwam uitgebreid in het nieuws in 2004, toen een Amerikaanse rijwielhandelaar de bekende Kryptonite-beugelsloten zonder moeite opende met de huls van een BIC-balpen.